# Венероїдні
Венероїдні (Veneroida) — ряд переважно солоно-водних (рідко прісноводних) двостулкових молюсків, що містить багато відомих форм, таких як їстівні серцевидки і прісноводні тригранки.

## Систематика
Містить в собі від 13 до 17 надродин:
Ряд: Veneroida
- Надродина Arcticoidea(інші мови) Newton, 1891
  - Родина Arcticidae(інші мови) Newton, 1891
    - Рід Arctica(інші мови) Schumacher, 1817
      - Вид Arctica islandica Linnaeus, 1767

  - Родина Trapezidae(інші мови) Lamy, 1920
- Надродина Astartoidea(інші мови) d'Orbigny, 1844
  - Родина Astartidae(інші мови) d'Orbigny, 1844
    - Рід Astarte J. Sowerby, 1816
      - Вид Astarte montagui(інші мови)

    - Рід Digitaria S. Wood, 1853
    - Рід Goodallia(інші мови) Turton, 1822

  - Родина Cardiniidae(інші мови) Zittel, 1881
- Надродина Cardioidea Lamarck, 1809
  - Родина Cardiidae Lamarck, 1809 — Серцевидкові
    - Рід Cardium Linnaeus, 1758 — Серцевидка
    - Рід Cerastoderma Poli, 1795
      - Вид Cerastoderma edule Linnaeus, 1758 — Серцевидка їстівна
- Надродина Carditoidea(інші мови) J. Fleming, 1828
- Надродина Chamoidea(інші мови) Lamarck, 1809
- Надродина Corbiculoidea(інші мови) J. E. Gray, 1847
  - Pisidiidae(інші мови) Gray, 1857
  - Corbiculidae(інші мови) Gray, 1847
- Надродина Crassatelloidea(інші мови) Ferussac, 1822
- Надродина Cyamioidea(інші мови) Sars, 1878
- Надродина Dreissenoidea Gray in Turton, 1840
  - Родина Dreissenidae J. E. Gray, 1840 — Тригранкові
    - Рід Dreissena — Тригранка
- Надродина Galeommatoidea(інші мови) Gray, 1840
- Надродина Glossoidea(інші мови) Gray, 1847
  -     -       - Glossus humanus(інші мови)
- Надродина Lucinoidea(інші мови) Fleming, 1828
  - Родина Cyrenoididae(інші мови) H. and A. Adams, 1857
  - Родина Fimbriidae Nicol, 1950
  - Родина Lucinidae(інші мови) Fleming, 1828
    -       - Вид Lucinoma borealis(інші мови) Linné, 1767

  - Родина Mactromyidae(інші мови) Cox, 1929
  - Родина Thyasiridae(інші мови) Dall, 1901
  - Родина Ungulinidae(інші мови) H. and A. Adams, 1857
- Надродина Mactroidea(інші мови) Lamarck, 1809
  - Родина Anatinellidae(інші мови) Gray, 1853
  - Родина Cardilidae(інші мови) Fischer, 1887
  - Родина Trogmuscheln (Mactridae Lamarck, 1809)
  - Родина Mesodesmatidae(інші мови) Gray, 1839
- Надродина Solenoidea(інші мови) Lamarck, 1809
  - Родина Pharidae(інші мови) H. Adams and A. Adams, 1858
    -       - Вид Ensis ensis(інші мови)
      - Вид Ensis directus(інші мови)

  - Родина Solenidae Lamarck, 1809
- Надродина Tellinoidea Blainville, 1814
- Надродина Tridacnaoidea Lamarck, 1819
  - Родина Tridacnidae Lamarck, 1819
- Надродина Veneroidea Rafinesque, 1815
  - Родина Glauconomidae(інші мови) Gray, 1853
  - Родина Petricolidae(інші мови) Deshayes, 1831
    - Рід Petricola(інші мови) Lamarck, 1801
      - Вид Petricola pholadiformis(інші мови)

  - Родина Turtoniidae(інші мови) Clark, 1855
  - Родина Veneridae(інші мови) Rafinesque, 1815
    - Рід Chamelea(інші мови) Morch, 1853
      - Вид Chamelea gallina Linnaeus, 1758 (застар. Venus gallina), "сердечко"

    - Рід Mercenaria(інші мови) Schumacher, 1817 — Венерка їстівна 
      - Вид Mercenaria mercenaria  Linnaeus, 1758
      - Вид Mercenaria campechiensis Gmelin, 1791

Останні таксономічні ревізії:
Bieler & Mikkelsen (2006) не відносять Gastrochaenoidea і Hiatelloidea до венероїдних. Вони вважають за необхідне віднести їх до ряду Myoida, згідно зі старою класифікацією. Своєю чергою Crassatelloidea (Carditoidea включно) вважають надродиною у складі ряду Carditoida Dall, 1889.